# Thailand Open 2023 - Qualificazioni singolare
Le qualificazioni del singolare del Thailand Open 2023 sono un torneo di tennis preliminare per accedere alla fase finale della manifestazione disputate il 28 e 29 gennaio 2023. I vincitori dell'ultimo turno sono entrati di diritto nel tabellone principale. In caso di ritiro di uno o più giocatori aventi diritto a questi sono subentrati i Lucky loser, ossia i giocatori che hanno perso nell'ultimo turno ma che avevano una classifica più alta rispetto agli altri partecipanti che avevano comunque perso nel turno finale.

## Teste di serie
1. Anastasija Zacharova (spostata nel tabellone principale)
2. İpek Öz (ultimo turno)
3. Joanne Züger (qualificata)
4. Alex Eala (qualificata)
5. Natalija Stevanović (ultimo turno)
6. Astra Sharma (qualificata)

1. Anastasija Tichonova (primo turno)
2. Ekaterina Makarova (qualificata)
3. Kristina Dmitruk (ultimo turno)
4. Irina Chromačëva (primo turno, ritirata)
5. Valerija Savinych (qualificata)
6. Kathinka von Deichmann (primo turno)

## Qualificate
1. Ekaterina Makarova
2. Liang En-shuo
3. Joanne Züger

1. Alex Eala
2. Valerija Savinych
3. Astra Sharma

## Tabellone

### Legenda
| - Q = Qualificato - WC = Wild card - LL = Lucky loser | - ALT = Alternate - SE = Special Exempt - PR = Protected Ranking | - w/o = Walkover - r = Ritirato - d = Squalificato |

### Sezione 1
|  | Primo turno | Primo turno        | Primo turno     | Primo turno | Primo turno |  |  | Ultimo turno | Ultimo turno       | Ultimo turno       | Ultimo turno | Ultimo turno |  |
|  |             |                    |                 |             |             |  |  |              |                    |                    |              |              |  |
|  | Alt         | Miyu Katō          | Miyu Katō       | 6           | 6           |  |  |              |                    |                    |              |              |  |
|  |             | Luksika Kumkhum    | Luksika Kumkhum | 4           | 1           |  |  | Alt          | Miyu Katō          | Miyu Katō          | 4            | 1            |  |
|  | WC          | Aunchisa Chanta    | 4               | 6           | 5           |  |  | 8            | Ekaterina Makarova | Ekaterina Makarova | 6            | 6            |  |
|  | 8           | Ekaterina Makarova | 6               | 3           | 7           |  |  |              |                    |                    |              |              |  |

### Sezione 2
|  | Primo turno | Primo turno            | Primo turno            | Primo turno | Primo turno |  |  | Ultimo turno | Ultimo turno  | Ultimo turno  | Ultimo turno | Ultimo turno |  |
|  |             |                        |                        |             |             |  |  |              |               |               |              |              |  |
|  | 2           | İpek Öz                | İpek Öz                | 6           | 6           |  |  |              |               |               |              |              |  |
|  |             | Haruka Kaji            | Haruka Kaji            | 3           | 0           |  |  | 2            | İpek Öz       | İpek Öz       | 68           | 4            |  |
|  |             | Liang En-shuo          | Liang En-shuo          | 6           | 7           |  |  |              | Liang En-shuo | Liang En-shuo | 7            | 6            |  |
|  | 12          | Kathinka von Deichmann | Kathinka von Deichmann | 3           | 67          |  |  |              |               |               |              |              |  |

### Sezione 3
|  | Primo turno | Primo turno          | Primo turno        | Primo turno | Primo turno |  |  | Ultimo turno | Ultimo turno       | Ultimo turno       | Ultimo turno | Ultimo turno |  |
|  |             |                      |                    |             |             |  |  |              |                    |                    |              |              |  |
|  | 3           | Joanne Züger         | Joanne Züger       | 6           | 6           |  |  |              |                    |                    |              |              |  |
|  | WC          | Ivanna Jastrems'ka   | Ivanna Jastrems'ka | 1           | 0           |  |  | 3            | Joanne Züger       | Joanne Züger       | 7            | 6            |  |
|  |             | Peangtarn Plipuech   | 6                  | 4           | 7           |  |  |              | Peangtarn Plipuech | Peangtarn Plipuech | 5            | 3            |  |
|  | 7           | Anastasija Tichonova | 3                  | 6           | 67          |  |  |              |                    |                    |              |              |  |

### Sezione 4
|  | Primo turno | Primo turno      | Primo turno      | Primo turno | Primo turno |  |  | Ultimo turno | Ultimo turno     | Ultimo turno     | Ultimo turno | Ultimo turno |  |
|  |             |                  |                  |             |             |  |  |              |                  |                  |              |              |  |
|  | 4           | Alex Eala        | Alex Eala        | 6           | 7           |  |  |              |                  |                  |              |              |  |
|  | WC          | Han Xinyun       | Han Xinyun       | 1           | 6           |  |  | 4            | Alex Eala        | Alex Eala        | 6            | 7            |  |
|  |             | Ekaterina Jašina | Ekaterina Jašina | 3           | 2           |  |  | 9            | Kristina Dmitruk | Kristina Dmitruk | 2            | 5            |  |
|  | 9           | Kristina Dmitruk | Kristina Dmitruk | 6           | 6           |  |  |              |                  |                  |              |              |  |

### Sezione 5
|  | Primo turno | Primo turno         | Primo turno         | Primo turno | Primo turno |  |  | Ultimo turno | Ultimo turno        | Ultimo turno        | Ultimo turno | Ultimo turno |  |
|  |             |                     |                     |             |             |  |  |              |                     |                     |              |              |  |
|  | 5           | Natalija Stevanović | Natalija Stevanović | 6           | 7           |  |  |              |                     |                     |              |              |  |
|  | PR          | Kaylah McPhee       | Kaylah McPhee       | 2           | 63          |  |  | 5            | Natalija Stevanović | Natalija Stevanović | 5            | 0            |  |
|  |             | Gao Xinyu           | 5                   | 6           | 4           |  |  | 11           | Valerija Savinych   | Valerija Savinych   | 7            | 6            |  |
|  | 11          | Valerija Savinych   | 7                   | 2           | 6           |  |  |              |                     |                     |              |              |  |

### Sezione 6
|  | Primo turno | Primo turno           | Primo turno           | Primo turno | Primo turno |  |  | Ultimo turno | Ultimo turno | Ultimo turno | Ultimo turno | Ultimo turno |  |
|  |             |                       |                       |             |             |  |  |              |              |              |              |              |  |
|  | 6           | Astra Sharma          | Astra Sharma          | 6           | 6           |  |  |              |              |              |              |              |  |
|  | WC          | Chompoothip Jundakate | Chompoothip Jundakate | 2           | 2           |  |  | 6            | Astra Sharma | Astra Sharma | 6            | 7            |  |
|  |             | Ellen Perez           | Ellen Perez           | 6           |             |  |  |              | Ellen Perez  | Ellen Perez  | 2            | 5            |  |
|  | 10          | Irina Chromačëva      | Irina Chromačëva      | 1           | r           |  |  |              |              |              |              |              |  |